# Avril 1925

## Événements
- URSS : la ville de Tsaritsyne fut renommée Stalingrad (littéralement : « la ville de Staline »), aujourd'hui Volgograd

- 1er avril : le Bauhaus doit quitter Weimar pour Dessau.
- 10 avril, France : chute du gouvernement du président du Conseil Édouard Herriot.
  - Crise monétaire : le plafond des avances de la Banque de France à l’État est crevé. Édouard Herriot envisage un impôt sur le capital, mais se heurte aux Banques, et en avril, le bilan de la Banque de France qui camouflait jusqu’alors la situation fait apparaître que le plafond est crevé. Herriot démissionne.
- 13 avril : les troupes d’Abd el-Krim pénètrent au Maroc français.
- 17 avril :
  - France : Paul Painlevé président du Conseil.
  - Création à Séoul du parti communiste coréen[1].
- 23 avril[2] : pacte d’assistance mutuelle en cas d’agression allemande entre la Pologne et la Tchécoslovaquie.
- 26 avril : Paul von Hindenburg devient président de le République de Weimar. Sa victoire à la présidentielle est aussi celle du comte Westarp, chef des nationaux-allemands (DNVP) qui entend imposer une orientation conservatrice et monarchiste. Le DNVP est appuyé par le Stahlhelm (casque d’acier), mouvement paramilitaire nationaliste hostile au traité de Versailles et au parlementarisme, antimarxiste et antisémite.
- 28 avril : Winston Churchill, chancelier de l'Échiquier, annonce le retour à l'étalon-or au Royaume-Uni.

- 30 avril, France : affrontements sanglants rue Damrémont à Paris entre communistes et membres des jeunesses patriotes.

## Naissances
- 1er avril : Wojciech Has, réalisateur polonais († 3 octobre 2000).
- 4 avril : Claude Wagner, politicien québécois († 11 juillet 1997).
- 8 avril : Petar Denkovački, higoumène orthodoxe († 25 décembre 2005).
- 11 avril : Pierre Péladeau, homme d'affaires († 24 décembre 1997).
- 13 avril : Geneviève de Galard, infirmière militaire française († 30 mai 2024).
- 14 avril : Gene Ammons, saxophoniste de jazz américain († 6 août 1974).
- 26 avril : Alice Saunier-Seité, femme politique française, ancien Ministre, Membre de l'Académie des sciences morales et politiques († 8 août 2003).

## Décès
- 2 avril :
  - Eduard von Grützner, peintre allemand (° 26 mai 1846).
  - Petru Poni, chimiste et minéralogiste moldave (° 4 janvier 1841).
- 1er avril : Emma Dobigny, modèle française (°21 janvier 1851).
- 14 avril : John Singer Sargent, peintre américain.